# Nedžemibre
Nedžemibre je bil kratkoživ faraon Trinajste egipčanske dinastije iz drugega vmesnega obdobja Egipta. Vladal je okoli leta 1780 pr. n. št. ali okoli 1736. pr. n. š.
Egiptologa Kim Ryholt in Darrell Baker trdita, da je bil dvanajsti faraon Trinajste dinastje, medtem ko Detlef Franke in Jürgen von Beckerath v njem vidita enajstega vladarja dinastije.
Nedžemibre je znan samo s Torinskega seznama kraljev, sestavljenega v ramzeškem obdobju. Njegovo ime je v 14. vrstici 7. kolone seznama (po Gardinerju 14. vnos v 6. vrstici). Seznam mu pripisuje "7 mesecev in [izgubljeno število] dni". Dejstvo, da dobro dokazani Nedžemibrejev naslednik Sobekhotep II. ne omenja svojih staršev, je Ryholta privedlo do zaključka, da Sobekhotep II. ni bil kraljevskega porekla in je na Nedžemibrejevo škodo uzurpiral   egipčanski prestol.